# Iglesia de Santo Domingo (Santiago de Chile)
La Iglesia de Santo Domingo es un templo católico ubicado en la intersección de las calles Santo Domingo y 21 de Mayo en el centro de la ciudad de Santiago, la capital de Chile. Dedicado a la Virgen del Rosario, pertenece a la Orden de Predicadores y fue declarada Monumento nacional, en la categoría de Monumento Histórico, mediante el decreto supremo 5058 del 6 de julio de 1951.

## Historia
Fundados por Domingo de Guzmán en el siglo xiii, los dominicos fueron la tercera congregación que llegó a Chile, luego de los mercedarios y los franciscanos.
Fundaron su casa religiosa en 1557, con un templo dedicado a la Virgen del Rosario, obra de Juan de Lepe y Antón Mallorquín con acceso por la calle Paseo Puente, construido en ladrillo y cal. Esta capilla fue destruida por el terremoto de 1575.
El segundo templo fue construido el año 1606 por el maestro cantero Juan González en estilo colonial. Tenía tres naves separadas por doce arcos de ladrillo, un arco toral en la capilla mayor, muros de piedra y techumbre de madera, pero fue derrumbado por el terremoto de 1647.
Misma suerte corrió el tercer templo, inaugurado en 1677 y edificado en ladrillo, que fue destruido por el terremoto de 1730.
La cuarta y definitiva iglesia comenzó su construcción en el año 1747 bajo diseño del cantero Juan de los Santos Vasconcellos, quien contrató a canteros portugueses para la obra. Fue inaugurada en 1771, pero sus obras fueron seguidas por el arquitecto Joaquín Toesca entre 1795 y 1796. Con el levantamiento de las dos torres se dieron por finalizadas las obras en el año 1808.
En 1897 sus muros de piedra fueron recubiertos con yeso, pero el incendio ocurrido el 29 de septiembre de 1963 —que tardó dos días en ser extinguido— dañó el interior del templo, por lo que quedó a descubierto nuevamente la sillería luego de la restauración llevada a cabo por Carlos Cruz Montt y Escipión Munizaga.

## Descripción
La iglesia es de estilo neoclásico con reminiscencias neobarrocas, y su construcción es de bloques de piedra a la vista sin recubrimiento, extraídas desde el Cerro Blanco.

### Exterior
La fachada principal tiene varias molduras y pilastras con cuatro esculturas en hornacinas, que representan a los dominicos Pío V, santa Catalina de Siena, Tomás de Aquino y santa Rosa de Lima, y una inscripción que dice Hic est domus Domini firmiter aedificata. Anno Domini 1808 («Esta es la casa del Señor sólidamente edificada. Año del Señor 1808»). En el ático presenta otras tres esculturas, al centro la de la Virgen del Rosario y las de san Francisco de Asís y Domingo de Guzmán a los costados. Todas las esculturas de la fachada principal fueron realizadas en 1878 por el escultor italiano Carlucci.
Tiene dos torres a ambos lados hechas de ladrillo estucado, y tres puertas de arco de medio punto. Además, la fachada principal presenta tres vanos, uno central en forma de rectángulo y dos laterales en forma de dodecágono.
La fachada lateral presenta vanos en arco de medio punto, y deja a la vista varios contrafuertes, y la cubierta es de hierro cubierto por tejas.

### Interior
Cuenta con una planta basilical con tres naves. La nave central es más amplia, y cuenta con un ábside y crucero, y está construida con una bóveda de cañón. Está separada de las naves laterales por medio de pilares que sostienen arcos de medio punto, en donde hay lámparas para la iluminación interior. Las naves laterales están construidas por dinteles de madera a la vista, y sus muros presentan ventanas abocinadas para la iluminación desde el exterior.
En las naves laterales hay hornacinas realizadas en la misma construcción de piedra que son utilizados como altares, separados por contrafuertes constructivos. En la nave lateral izquierda se encuentran las figuras de la Virgen del Carmen, san Martín de Porres, y contiguo al altar mayor, las figuras de san Francisco, santa Rosa de Lima y santo Domingo. En la nave lateral derecha se encuentran las figuras de la Crucifixión, Pancracio de Roma, Teresa de Los Andes, y contiguo al altar mayor, un altar dedicado a la Eucaristía.
En el altar mayor se encuentra una figura de Nuestra Señora del Rosario, conocida también como la Virgen de Pompeya, coronada con una figura de Cristo crucificado que cuelga desde el techo, al lado de la claraboya central.